# Belgiskt varmblod
Det belgiska varmblodet är en kraftig hästras från Belgien. Belgien har traditionellt varit främst specialiserade på tunga kallblodshästar som Brabant och Ardenner varför denna varmblodshäst var ett stort steg för de belgiska uppfödarna att ta. Numera föds över 4500 varmblodsföl varje år. Rasen har en exceptionellt bra meritlista från tävlingsbanorna och har snabbt rotat sig trots att rasens historia är bland den kortaste för europeiska hästar.

## Historia
Det belgiska varmblodet är en relativt ny ras. Rasens historia börjar med det belgiska kavalleriet som upprättades under 1930-talet, de så kallade "Landelijke Ruiterij". Redan under den här tiden såg man ett behov av lättare och sportigare hästar. Men en lag satte stopp för denna avel. Fram till 1954 var det olagligt att föda upp ridhästar som reds på fritiden och tävlingsryttare red oftast tyngre arbetshästar. När förbudet lyftes var det däremot fritt fram för att avla lättare hästar. 1955 öppnade man stamboken för hästarna under namnet "vzw Fokvereninging van het Landbourijpaard" (ungefär Nationella Avelssällskapet för Ridhästen).
Nu påbörjades aveln av det belgiska varmblodet då man korsade de minsta belgiska kallblodshästarna och kavallerihästarna med bland annat det engelska fullblodet och holländska Gelderländare. Avsikten var att få fram en tyngre ridhäst och resultatet blev förvånansvärt bra på de första försöken. Avkommorna blev starka och pålitliga, men tyvärr uppvisade rasen inga speciella talanger och exteriören var alltför alldaglig. Man bytte dock namnet från Landbourijpaard till Belgische Warmbloed Paard (Belgisk Varmblodshäst) eller den officiella förkortningen BWP.
Under 1960-talet övergav uppfödarna inblandningen av Gelderländaren och man satsade istället på olika tyska varmblodshästar t.ex. Hannoveranare och Holsteinare och den franska sporthästen Selle francais. Även Angloaraber och holländskt varmblod korsades in. Mer fullblod korsades in för att göra dem riktigt atletiska och uthålliga. Två av de främsta uppfödarna var bröderna Duess som skaffade sina avelshingstar direkt från Hannover i Tyskland. De två framstående avelshingstarna var Flügel och Lugano, samt även Holsteinerhingsten Codex som ägdes av uppfödaren Marc van Dijck. 
Det belgiska varmblodet har blivit en mycket populär hästras, speciellt inom ridsporten där de har visat mycket goda resultat. Stamboken för det belgiska varmblodet är idag en av de minsta men också bland de 5 mest framstående stamböckerna. Det finns idag ca 3500 registrerade avelsston. 2006 hamnade rasen även på femte plats i den internationella hästhoppningsrankningen. 

## Egenskaper
Det belgiska varmblodet har behållit lugnet och säkerheten från kallblodshästarna man korsade in i rasen, men exteriört liknar de lite kraftigare fullblodshästar med en lågrektangulär kroppsbyggnad. 
Huvudet hos det belgiska varmblodet är ädelt och påminner om Selle Francais eller Angloarabens. Halsen är kort men muskulös. Benen är ganska kraftiga vilket gör hästarna till utmärkta hoppare. Man har även noterat en hel del framgångar inom dressyr och fälttävlan. Många föredrar det Belgiska varmblodet på grund av att det är en av de hästar som bäst klarar av tävlingsstress. Hästarna kan ha alla hela färger såsom brun, skimmel, fux eller svart. Hästarna blir som fullvuxna ca 165-170 cm i mankhöjd.
Det belgiska varmblodet brännmärks ibland med rasens emblem, ett märke bestående av fyra stiliserade hästhuvuden i en ring. För att godkännas som belgiska varmblod och kunna stambokföras måste hästarna genomgå så kallade Keurings, inspektioner, där de poängsätts och undersöks av veterinärer. Man poängsätter olika beroende på hästens ålder. På föl sätts 50 % av poängen efter hästens typ och exteriör och resterande 50 % på fölets rörelser. Äldre hästar som är färdigväxta bedöms lite annorlunda, bland annat under sadel och hingstar avlägger även ett prov i hoppning. 20 % av poängen sätts efter hästens överlinje, nacke och byggnad, 20 % på benen, axlarna och länderna, 20% på hästens skritt, 20 % på trav och de sista 20% på hästens generella intryck. Hästarna kan få upp till 100 poäng men får generellt mellan 60 och 80.